# زرق
زرق، روستایی از توابع بخش فامنین شهرستان همدان در استان همدان ایران است.

## جمعیت
این روستا در دهستان مفتح قرار دارد و براساس سرشماری مرکز آمار ایران در سال ۱۳۹۵، جمعیت آن ۱۱۵ نفر (۳۵خانوار) بوده‌است.سرشناس ترین افراد این روستا ، طایفه محققی؛امیدی؛کتابی؛اسدی؛شیری؛گلمحمدی؛قهرمانی؛رستمی و ... می باشند.

## وضعیت اشتغال
شغل بیشتر مردم کشاورزی دیم در زمین‌های خود روستا و کشت آبی در زمین‌های روستاهای دیگر به صورت اجاره ای و دامپروری به صورت سنتی (نگه داری در حیاط منزل) و صنعتی (مرغ داری) می‌باشد.این روستا برخلاف روستای اطراف با جمعیت کم بالغ بر شش هزار هکتار زمین کشاورزی دارد.

## موقعیت جغرافیایی
این روستا از شمال به روستای آجرلو از غرب به روستای قوشجه ، از شمال غرب به روستای قزل آباد(قزل خرابه)، از جنوب به روستای طمه چی و از شرق به روستای دهدیوان منتهی می‌شود.

## زبان
اهالی این روستا به زبان ترکی تکلم میکنند و نزدیک به زبان آذری و شباهت های این لهجه به ترکی: ؛شاهسونی؛ قزوینی است.